# Fachinformationsdienst Politikwissenschaft

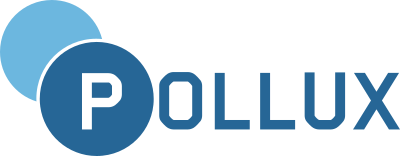
Pollux-Logo

Der Fachinformationsdienst (FID) Politikwissenschaft – Pollux wird gemeinsam von der Staats- und Universitätsbibliothek Bremen, der GESIS – Leibniz-Institut für Sozialwissenschaften und dem akkreditierten Forschungsdatenzentrum Qualiservice betreut. Er wird seit 2016 von der Deutschen Forschungsgemeinschaft (DFG) im Rahmen des Förderprogramms Fachinformationsdienste für die Wissenschaft gefördert. Pollux bietet einen überregionalen, fachspezifischen und schnellen Zugriff auf Spezialliteratur und forschungsrelevante Informationen für die Politikwissenschaft.

## Geschichte
Die Fachinformationsdienste (FID) sind die Nachfolger der früheren Sondersammelgebiete (SSG). Diese wurden ab 1949 von der Notgemeinschaft der Deutschen Wissenschaft, der Vorläuferorganisation der Deutschen Forschungsgemeinschaft (DFG), ins Leben gerufen, um eine verlässliche wissenschaftliche Informationsinfrastruktur in der Nachkriegszeit aufzubauen. Ziel der Sondersammelgebiete war es, nach dem Konzept einer verteilten universalen Nationalbibliothek spezialisierte wissenschaftliche Literatur zu sammeln und zu erschließen, sodass jede wissenschaftlich relevante Publikation mindestens einmal in Deutschland verfügbar ist. Im Bereich der Politikwissenschaft wurde diese Aufgabe vom Sondersammelgebiet „Politikwissenschaft. Friedensforschung“ übernommen, das an der Staats- und Universitätsbibliothek Hamburg angesiedelt war. Mit der Einführung des DFG-Programms „Fachinformationsdienste für die Wissenschaft“ im Jahr 2014 wurden die Sondersammelgebiete durch eine modernisierte und stärker auf die spezifischen Bedarfe der Fachcommunities ausgerichtete Infrastruktur abgelöst.
Der Fachinformationsdienst Politikwissenschaft – Pollux wurde 2016 von der Staats- und Universitätsbibliothek Bremen und der GESIS – Leibniz Institut für Sozialwissenschaften gegründet. Seit der dritten Förderphase ist seit Herbst 2022 auch das Forschungsdatenzentrum Qualiservice dritter Projektpartner von Pollux.

## Beschreibung

### Recherche
Das zentrale Angebot des Fachinformationsdienstes Politikwissenschaft ist das Literatur- und Rechercheportal Pollux, das eine umfassende und standortunabhängige Suche nach politikwissenschaftlichen Publikationen ermöglicht. Es integriert Daten aus Bibliotheken, Datenbanken und Open-Access-Repositorien. Der ständig weiterentwickelte Index von Pollux umfasst mehr als 12 Millionen Zeitschriftenaufsätze, Bücher, Sammelwerksbeiträge, Forschungsdaten und wissenschaftliche Blogbeiträge, die entweder direkt elektronisch mit einem Klick verfügbar oder mit einem Hinweis auf die besitzende Bibliothek im Portal nachgewiesen sind. Außerdem können Politikwissenschaftler als PLUS-Nutzer von Pollux über das Portal auf die Fachdatenbanken Factiva (Zeitungsarchiv) sowie Polit-X (Politikmonitoring und -analysedienst) zugreifen. Nutzer von Pollux können Suchergebnisse in Literaturlisten speichern und eine Alert-Funktion einrichten, die über neue Einträge zu individuellen Suchbegriffen informiert. Um politikwissenschaftlich relevante Titel aus den Datenquellen zu filtern, wurde ein mehrstufiges Filterverfahren entwickelt, das auch das KI-basierte BERT-Modell einsetzt.

### Open Science
Der Fachinformationsdienst Politikwissenschaft ist an verschiedenen Projekten zur Open Science Transformation beteiligt. Über die Pollux-Plattform können Publikationen, die in Pollux nachgewiesen sind, direkt auf dem Social Science Open Access Repository (SSOAR) als Zweitveröffentlichung hochgeladen werden. Zudem ist Pollux Kooperationspartner im DFG-Projekt SOCIOS, das eine digitale Publikationsplattform für Open-Peer-Review in den Sozialwissenschaften entwickelt. Pollux bietet Informations- und Beratungsangebote zu Open Access in Kooperation mit verschiedenen Partnern wie z. B. dem Open Access Network an.
Im Bereich des Forschungsdatenmanagements ermöglicht Pollux die Publikation von quantitativen und qualitativen Forschungsdaten über die Projektpartner Gesis und Qualiservice. Die Partnerinstitutionen organisieren zielgruppenspezifische Workshops zum Forschungsdatenmanagement an. Beim Forschungsdatenzentrum Qualiservice entwickelt Pollux Workflows für die Archivierung und Nachnutzung qualitativer politikwissenschaftlicher Daten und bietet fach- und datenspezifische Beratung an. Pollux kooperiert zudem mit dem NFDI-Konsortium KonsortSWD.
Zur Metadatenprozessierung der Suchmaschine wurde eigenständig das Tool Nightwatch entwickelt und als Open-Source-Software zur Verfügung gestellt.

### Community
Pollux wird kontinuierlich an den Bedarfen der politikwissenschaftlichen Fachcommunity angepasst. Zu diesem Zweck wurde ein wissenschaftlicher Beirat eingerichtet, der die Weiterentwicklung des Fachinformationsdienstes begleitet. Durch Umfragen werden Bedarfs- und Zufriedenheitsanalysen realisiert. Darüber hinaus arbeitet Pollux eng mit den politikwissenschaftlichen Fachverbänden der Deutschen Vereinigung für Politikwissenschaft (DVPW), der Deutschen Gesellschaft für Politikwissenschaft (DGfP) und der Deutschen Nachwuchsgesellschaft für Politik- und Sozialwissenschaft sowie mit der Stiftung Wissenschaft und Politik (SWP) zusammen.
Herausragende politikwissenschaftliche Forschungsblogs werden vom Fachinformationsdienst Politikwissenschaft mit dem „Blog des Jahres“ geehrt. Die Preisträger werden durch Abstimmung ermittelt. Im Jahr 2024 ging die Auszeichnung an den „Theorieblog“.
Der FID Politikwissenschaft – Pollux betreibt seit Dezember 2022 mit polsci.social eine Mastodon-Instanz für Forschende der Politikwissenschaft an Hochschulen und nicht-kommerziellen Forschungseinrichtungen und trägt so aktiv zu einer offenen – den Open Science-Prinzipien entsprechenden – Alternative des Community Building bei.